# فرودگاه ماریپوسا-یوسمیتی
فرودگاه ماریپوسا-یوسمیتی (به انگلیسی: Mariposa-Yosemite Airport) یک فرودگاه همگانی بهره‌برداری هوایی است که یک باند فرود آسفالت دارد و طول باند آن ۱۰۰۸ متر است. این فرودگاه در کشور ایالات متحده آمریکا قرار دارد و در ارتفاع ۶۸۷ متری از سطح دریا واقع شده‌است.